# День Португалии
День Португалии (порт. Dia de Portugal) или День Камоэнса, Португалии и португальских сообществ (порт. Dia de Camões, de Portugal e das Comunidades Portuguesas) — национальный праздник Португалии. Отмечается 10 июня, в день смерти великого португальского поэта Луиса Камоэнса в 1580 году, в котором Португалия стала на 60 лет частью Испании. Он почитается португальцами как автор Лузиад, эпопеи, посвящённой истории Португалии, и напоминает о временах расцвета Португальской империи.
Праздник официально отмечается в Португалии, а также неофициально всеми португальцами мира.
При салазаровском режиме с 1944 и до Революции гвоздик 1974 года назывался «Днём расы» (порт. Dia da Raça) из политических националистических соображений. Камоэнс тогда расценивался властями как символ «португальской расы».